# 布多吉
布多吉（1939年9月—2014年2月2日），男，藏族，西藏丁青县人，中华人民共和国政治人物，中国共产党党员。

## 生平
1939年9月生于丁青县。1953年4月参加工作。1960年3月参加中国共产党。他曾经先后在西藏丁青县、西藏地质局、中共西藏自治区委组织部任职，先后担任西藏自治区东风矿办事组党委副书记、组长，西藏自治区生产指挥组工交财贸办副主任、副组长，西藏自治区经贸委党组副书记、副主任等职务。1979年10月，出任西藏自治区人民政府副主席兼建委党组副书记、主任。1983年2月，任西藏自治区人大常委会副主任兼中共日喀则地委第一书记、日喀则地区政协主席、日喀则军分区第一书记、第一政委。1986年12月，任西藏自治区人大常委会党组副书记、副主任。2003年1月，不再提名为西藏自治区人大常委会副主任。2005年2月，经中共中央组织部批准退休。
2014年2月2日，布多吉在拉萨病逝，享年75岁。